# خالد منقاح
خالد منقاح (9 ديسمبر 1961) ممثل سعودي، اشتهر بشخصية علي ابن أبوعلي في مسلسل طاش ما طاش.

## أعماله

### المسلسلات
- 1998 - 2010: طاش ما طاش.
- 1998: الزمن والناس.
- 2000: أساطير شعبية.
- 2003: القادم الغريب.
- 2004: أبو العصافير.
- 2008 - 2009: بيني وبينك.
- 2008: حارتنا حلوة.
- 2009: عوانس سيتي.
- 2009: عذاب.
- 2009: أيام السراب.
- 2009: أحلام رابح.
- 2010: وش وشه.
- 2010: فص كلاص.
- 2011: هوامير الصحراء 3.
- 2011: الماشي.
- 2012: شفت الليل.
- 2012 - 2020: شباب البومب.
- 2021: وش تبي بس.
- 2021: ربع نجمة.
- 2021: إسعاف.

### الأفلام
- 2008: مناحي.

### المسرحيات
- فاصل ونواصل.
- المراقب وصل.
- شايب وحاسب.

## روابط خارجية
- خالد منقاح على موقع قاعدة بيانات الأفلام العربية